# Empty Garden (Hey Hey Johnny)
„Empty Garden (Hey Hey Johnny)“ je píseň zkomponovaná britským hudebníkem a skladatelem Eltonem Johnem, text k písni napsal jeho dlouholetý spolupracovník Bernie Taupin. Tato skladba, která se poprvé objevila v roce 1982 jako singl ke studiovému albu Jump Up!, byla věnována památce slavného britského hudebníka Johna Lennona, který byl zavražděn o dva roky dříve.

## Obsazení
- Elton John – Yamaha electric piano, cembalo, zpěv
- Bernie Taupin – text
- Richie Zito – kytary
- Dee Murray – basová kytara
- James Newton Howard – syntezátor
- Jeff Porcaro – bicí